# Lilian Tschan

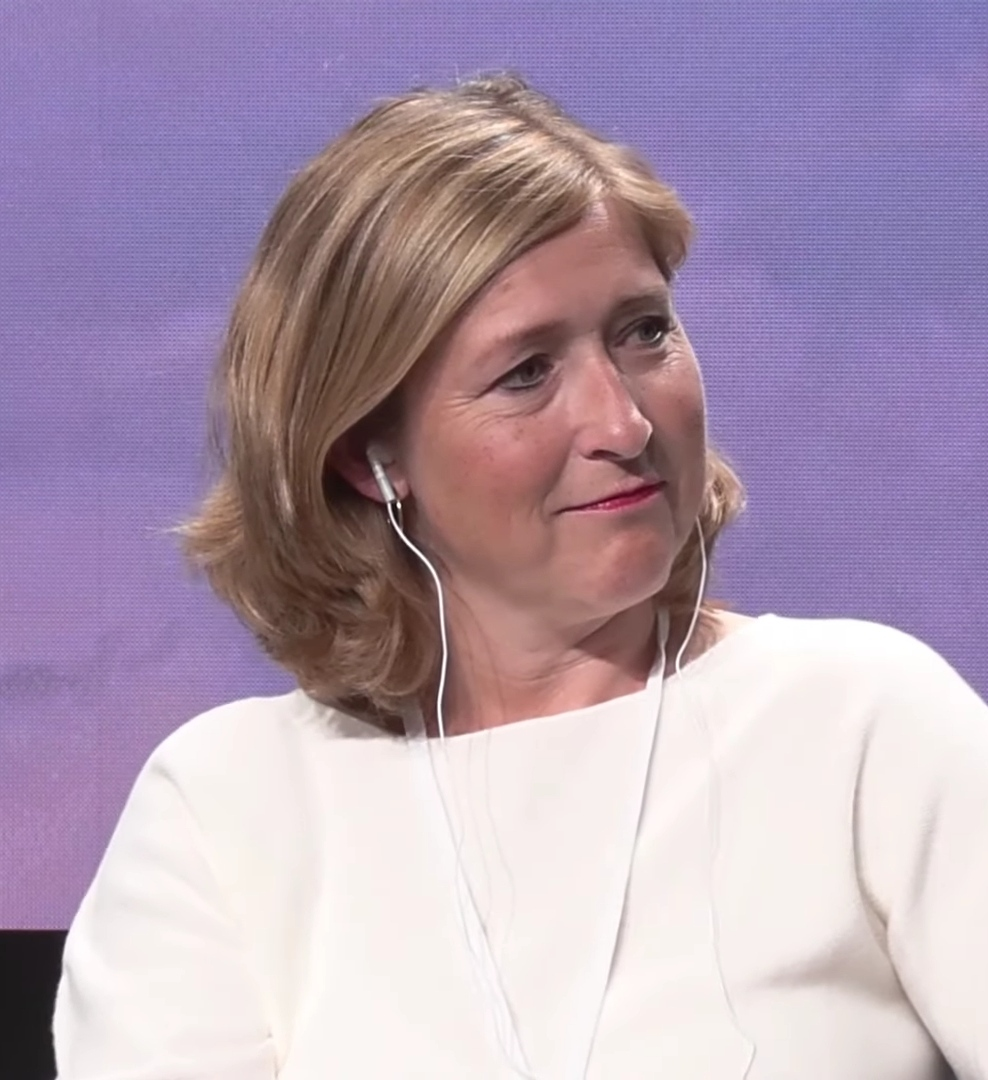
Lilian Tschan (2022)

Lilian Tschan (* 17. August 1979 in Konstanz) ist eine deutsche politische Beamtin (SPD). Seit Februar 2022 ist sie Staatssekretärin im Bundesministerium für Arbeit und Soziales.

## Leben
Tschan machte 1999 ihr Abitur am Alexander-von-Humboldt-Gymnasium Konstanz. Von 1999 bis 2005 studierte sie Verwaltungswissenschaften an der Universität Potsdam. Währenddessen absolvierte sie im Rahmen des Erasmus-Programms ein Semester an der Universität Perugia. Sie schloss das Studium mit dem Diplom ab. Anschließend war sie von 2005 bis 2007 Managerin für politische Kommunikation im Hauptstadtbüro der Serco GmbH. Von 2007 bis 2009 war sie persönliche Referentin des Generalsekretärs der SPD, Hubertus Heil. Von 2009 bis 2011 arbeitete sie im Bundestagsbüro von Heil. Daraufhin war sie von 2011 bis 2014 Beauftragte für Arbeit und Soziales sowie für Familie und Gesundheit in der Vertretung des Landes Baden-Württemberg beim Bund. Von 2014 bis 2018 war sie Referatsleiterin für Kabinetts- und Parlamentsangelegenheiten im Bundesministerium für Familie, Senioren, Frauen und Jugend. Von 2018 bis 2022 war sie Leiterin des Leitungsstabes im Bundesministerium für Arbeit und Soziales.
Am 1. Februar 2022 wurde sie zur Staatssekretärin im Bundesministerium für Arbeit und Soziales ernannt. Im Mai 2022 erhielt sie einen Sitz im Aufsichtsrat der Bundesgesellschaft für Endlagerung. Tschan besitzt neben der deutschen auch die schweizerische Staatsbürgerschaft.